# Saison 2015-2016 des Mavericks de Dallas
La saison 2015-2016 des Mavericks de Dallas est la 36e saison de la franchise en National Basketball Association (NBA).

## Draft
| Tour | Choix | Joueur               | Poste   | Nationalité | Provenance               |
| ---- | ----- | -------------------- | ------- | ----------- | ------------------------ |
| 1    | 21    | Justin Anderson      | SG / SF | États-Unis  | Cavaliers de la Virginie |
| 2    | 52    | Satnam Singh Bhamara | C       | Inde        | IMG Academy              |

## Pré-saison
| Pré-saison Total: 0-4 (Domicile : 0-2 ; Extérieur : 0-2) |

| Match | Date match | Équipe          | Score    | Meilleur marqueur       | Meilleur rebondeur       | Meilleur passeur    | Lieux Spectateurs               | Série |
| ----- | ---------- | --------------- | -------- | ----------------------- | ------------------------ | ------------------- | ------------------------------- | ----- |
| 1     | 6 octobre  | Denver          | D 86-96  | Charlie Villanueva (18) | Pachulia, Villanueva (8) | José Juan Barea (7) | American Airlines Center 17 038 | 0 - 1 |
| 2     | 7 octobre  | @ Houston       | D 82-109 | John Jenkins (19)       | Samuel Dalembert (8)     | Raymond Felton (6)  | American Airlines Center 16 839 | 0 - 2 |
| 3     | 13 octobre | @ Oklahoma City | D 88-100 | John Jenkins (26)       | Jeremy Evans (8)         | José Juan Barea (6) | BOK Center 17 978               | 0 - 3 |
| 4     | 16 octobre | Atlanta         | D 84-91  | John Jenkins (16)       | Salah Mejri (8)          | José Juan Barea (7) | American Airlines Center 19 315 | 0 - 4 |
| 5     | 19 octobre | @ Cleveland     |          |                         |                          |                     | Quicken Loans Arena             | -     |
| 6     | 21 octobre | Phoenix         |          |                         |                          |                     | American Airlines Center        | -     |
| 7     | 23 octobre | Chicago         |          |                         |                          |                     | Pinnacle Bank Arena             | -     |

## Saison régulière
| Saison régulière Total: 1-1 (Domicile : 0-0 ; Extérieur : 1-1) |

| Match | Date match | Équipe         | Score    | Meilleur marqueur   | Meilleur rebondeur   | Meilleur passeur   | Lieux Spectateurs                 | Série |
| ----- | ---------- | -------------- | -------- | ------------------- | -------------------- | ------------------ | --------------------------------- | ----- |
| 1     | 28 octobre | @ Phoenix      | V 111-95 | Raymond Felton (18) | Zaza Pachulia (10)   | Deron Williams (7) | Talking Stick Resort Arena 18 055 | 1 - 0 |
| 2     | 29 octobre | @ L.A Clippers | D 88-104 | John Jenkins (17)   | Pachulia, Powell (8) | J.J. Barea (9)     | Staples Center 19 218             | 1 - 1 |

## Playoffs
| Playoffs Total: 1-4 (Domicile : 0-2 ; Extérieur : 1-2) |

| Match | Date match | Équipe          | Score     | Meilleur marqueur   | Meilleur rebondeur   | Meilleur passeur     | Lieux Spectateurs               | Série |
| ----- | ---------- | --------------- | --------- | ------------------- | -------------------- | -------------------- | ------------------------------- | ----- |
| 1     | 16 avril   | @ Oklahoma City | D 70-108  | Dirk Nowitzki (18)  | Pachulia, Powell (6) | Barea, Williams (11) | Chesapeake Energy Arena 18 203  | 0 - 1 |
| 2     | 18 avril   | @ Oklahoma City | V 85-84   | Raymond Felton (21) | Raymond Felton (11)  | Deron Williams (5)   | Chesapeake Energy Arena 18 203  | 1 - 1 |
| 3     | 21 avril   | Oklahoma City   | D 102-131 | Dirk Nowitzki (22)  | Dirk Nowitzki (5)    | J. J. Barea (7)      | American Airlines Center 20 150 | 1 - 2 |
| 4     | 23 avril   | Oklahoma City   | D 108-119 | Dirk Nowitzki (27)  | Dirk Nowitzki (8)    | Raymond Felton (8)   | American Airlines Center 20 516 | 1 - 3 |
| 5     | 25 avril   | @ Oklahoma City | D 104-118 | Dirk Nowitzki (24)  | Dwight Powell (9)    | Zaza Pachulia (9)    | Chesapeake Energy Arena 18 203  | 1 - 4 |

## Confrontations
| Conférence Est      | Conférence Est                               | Conférence Est                               | Conférence Ouest                             | Conférence Ouest                             | Conférence Ouest                             | Conférence Ouest                             | Conférence Ouest                             |
| Division Atlantique | Division Atlantique                          | Division Atlantique                          | Division Nord-Ouest                          | Division Nord-Ouest                          | Division Nord-Ouest                          | Division Nord-Ouest                          | Division Nord-Ouest                          |
| Équipe              | Domicile                                     | Extérieur                                    | Équipe                                       | Domicile                                     | Domicile                                     | Extérieur                                    | Extérieur                                    |
| ------------------- | -------------------------------------------- | -------------------------------------------- | -------------------------------------------- | -------------------------------------------- | -------------------------------------------- | -------------------------------------------- | -------------------------------------------- |
| Boston              | 118-113 (OT)                                 | 106-102                                      | Denver                                       | 92-81                                        | 122-116 (OT)                                 | 114-116 (OT)                                 | 97-88                                        |
| Brooklyn            | 91-79                                        | 119-118 (OT)                                 | Minnesota                                    | 106-94 (OT)                                  | 128-101                                      | 93-87                                        | 88-78                                        |
| New York            | 91-89                                        | 104-97                                       | Oklahoma City                                | 106-109                                      | 103-116                                      | 114-117 (OT)                                 | 89-108                                       |
| Philadelphie        | 129-103                                      | 92-86                                        | Portland                                     | 132-120 (OT)                                 |                                              | 115-112 (OT)                                 | 103-109                                      |
| Toronto             | 91-102                                       | 99-103                                       | Utah                                         | 102-93                                       | 119-121 (OT)                                 | 101-92                                       |                                              |
|                     | 4–1                                          | 4–1                                          |                                              | 6–3                                          | 6–3                                          | 5–4                                          | 5–4                                          |
| Division            | 8–2                                          | 8–2                                          | Division                                     | 11–7                                         | 11–7                                         | 11–7                                         | 11–7                                         |
| Division Atlantique | Division Atlantique                          | Division Atlantique                          | Division Nord-Ouest                          | Division Nord-Ouest                          | Division Nord-Ouest                          | Division Nord-Ouest                          | Division Nord-Ouest                          |
| Équipe              | Domicile                                     | Extérieur                                    | Équipe                                       | Domicile                                     | Domicile                                     | Extérieur                                    | Extérieur                                    |
| Chicago             | 118-111                                      | 83-77                                        | Golden State                                 | 114-91                                       | 112-130                                      | 107-127                                      | 120-128                                      |
| Cleveland           | 107-110 (OT)                                 | 98-99                                        | L.A. Clippers                                | 118-108                                      | 90-109                                       | 88-104                                       | 91-98                                        |
| Detroit             | 96-102                                       | 98-89                                        | L.A. Lakers                                  | 90-82                                        |                                              | 103-93                                       | 92-90                                        |
| Indiana             | 105-112                                      | 81-107                                       | Phoenix                                      | 104-94                                       | 91-78                                        | 111-95                                       |                                              |
| Milwaukee           | 103-93                                       | 95-96                                        | Sacramento                                   | 117-116 (2OT)                                | 101-104                                      | 98-112                                       | 111-133                                      |
|                     | 2–3                                          | 2–3                                          |                                              | 6-3                                          | 6-3                                          | 3–6                                          | 3–6                                          |
| Division            | 4–6                                          | 4–6                                          | Division                                     | 9–9                                          | 9–9                                          | 9–9                                          | 9–9                                          |
| Division Sud-Est    | Division Sud-Est                             | Division Sud-Est                             | Division Sud-Ouest                           | Division Sud-Ouest                           | Division Sud-Ouest                           | Division Sud-Ouest                           | Division Sud-Ouest                           |
| Équipe              | Domicile                                     | Extérieur                                    | Équipe                                       | Domicile                                     | Domicile                                     | Extérieur                                    | Extérieur                                    |
| Atlanta             | 95-98                                        | 97-112                                       |                                              |                                              |                                              |                                              |                                              |
| Charlotte           | 92-108                                       | 107-96                                       | Houston                                      | 96-100                                       | 88-86                                        | 110-98                                       | 104-115                                      |
| Miami               | 90-93                                        | 82-106                                       | Memphis                                      | 97-88                                        | 103-93                                       | 96-110                                       | 114-110 (OT)                                 |
| Orlando             | 121-108                                      | 104-110 (OT)                                 | New Orleans                                  | 107-98                                       | 98-105                                       | 105-120                                      | 100-91                                       |
| Washington          | 111-114                                      | 116-104                                      | San Antonio                                  | 90-116                                       | 91-96                                        | 83-88                                        | 83-112                                       |
|                     | 1–4                                          | 2–3                                          |                                              | 4–4                                          | 4–4                                          | 3–5                                          | 3–5                                          |
| Division            | 3-7                                          | 3-7                                          | Division                                     | 7–9                                          | 7–9                                          | 7–9                                          | 7–9                                          |
| Conférence          | 15–15 (Domicile : 7–8 ; Extérieur : 8–7)     | 15–15 (Domicile : 7–8 ; Extérieur : 8–7)     | Conférence                                   | 27-25 (Domicile : 16–10 ; Extérieur : 11–15) | 27-25 (Domicile : 16–10 ; Extérieur : 11–15) | 27-25 (Domicile : 16–10 ; Extérieur : 11–15) | 27-25 (Domicile : 16–10 ; Extérieur : 11–15) |
| Total               | 42-40 (Domicile : 23–18 ; Extérieur : 19–22) | 42-40 (Domicile : 23–18 ; Extérieur : 19–22) | 42-40 (Domicile : 23–18 ; Extérieur : 19–22) | 42-40 (Domicile : 23–18 ; Extérieur : 19–22) | 42-40 (Domicile : 23–18 ; Extérieur : 19–22) | 42-40 (Domicile : 23–18 ; Extérieur : 19–22) | 42-40 (Domicile : 23–18 ; Extérieur : 19–22) |

## Effectif actuel
| Mavericks de Dallas Effectif actuel |    |                        |                    |                  |
| Entraîneur : Rick Carlisle          |    |                        |                    |                  |
| Arrière, Ailier                     | 1  | Drapeau des États-Unis | Justin Anderson    | Virginie         |
| Meneur                              | 5  | Drapeau de Porto Rico  | José Juan Barea    | Northeastern     |
| Ailier                              | 21 | Drapeau des États-Unis | Jeremy Evans       | Western Kentucky |
| Meneur                              | 2  | Drapeau des États-Unis | Raymond Felton     | Caroline du Nord |
| Meneur                              | 34 | Drapeau des États-Unis | Devin Harris       | Wisconsin        |
| Arrière                             | 12 | Drapeau des États-Unis | John Jenkins       | Vanderbilt       |
| Arrière                             | 23 | Drapeau des États-Unis | Wesley Matthews    | Marquette        |
| Pivot                               | 11 | Drapeau des États-Unis | JaVale McGee       | Nevada           |
| Pivot                               | 50 | Drapeau de la Tunisie  | Salah Mejri        | Tunisie          |
| Ailier fort                         | 41 | Drapeau de l'Allemagne | Dirk Nowitzki (C)  | Allemagne        |
| Pivot                               | 27 | Drapeau de la Géorgie  | Zaza Pachulia      | Géorgie          |
| Ailier                              | 25 | Drapeau des États-Unis | Chandler Parsons   | Floride          |
| Ailier                              | 7  | Drapeau des États-Unis | Dwight Powell      | Stanford         |
| Ailier fort                         | 3  | Drapeau des États-Unis | Charlie Villanueva | Connecticut      |
| Meneur                              | 8  | Drapeau des États-Unis | Deron Williams     | Illinois         |
| (C) Capitaine - Blessé              |    |                        |                    |                  |
|                                     |    |                        |                    |                  |

## Contrats et salaires 2015-2016
| Joueur             | Poste      | Âge        | Exp        | Contrat                | Salaire 2015-2016 | Fin du contrat |
| ------------------ | ---------- | ---------- | ---------- | ---------------------- | ----------------- | -------------- |
| Joueurs actuels    |            |            |            |                        |                   |                |
| Justin Anderson    | SG         | 22         | 0          | 2 963 160 $ sur 2 ans  | 1 449 000 $       | 2019           |
| José Juan Barea    | PG         | 31         | 9          | 16 001 700 $ sur 4 ans | 4 290 000 $       | 2019           |
| Jeremy Evans       | SF         | 28         | 5          | 2 327 888 $ sur 2 ans  | 1 100 602 $       | 2017           |
| Raymond Felton     | PG         | 31         | 10         | 14 861 532 $ sur 4 ans | 3 950 313 $       | 2016           |
| Devin Harris       | PG         | 32         | 11         | 16 562 884 $ sur 4 ans | 4 053 446 $       | 2018           |
| John Jenkins       | SG         | 24         | 3          | 3 211 301 $ sur 3 ans  | 981,348 $         | 2018           |
| Wesley Matthews    | SG         | 29         | 6          | 70 060 026 $ sur 4 ans | 16 407 500 $      | 2019           |
| JaVale McGee       | C          | 27         | 7          | 1 270 964 $ sur 1 an   | 1 270 964 $       | 2017           |
| Salah Mejri        | C          | 29         | 0          | 2 414 475 $ sur 3 ans  | 525,093 $         | 2018           |
| Dirk Nowitzki      | PF         | 37         | 17         | 25 000 000 $ sur 3 ans | 8 333 334 $       | 2017           |
| Zaza Pachulia      | C          | 31         | 12         | 15 600 000 $ sur 3 ans | 5 200 000 $       | 2016           |
| Chandler Parsons   | SF         | 27         | 4          | 46 084 500 $ sur 3 ans | 15 361 500 $      | 2017           |
| Dwight Powell      | PF         | 24         | 1          | 1 352 395 $ sur 2 ans  | 845,059 $         | 2016           |
| Charlie Villanueva | PF         | 31         | 10         | 1 499 187 $ sur 1 an   | 947,276 $         | 2016           |
| Deron Williams     | PG         | 31         | 10         | 11 000 000 $ sur 2 ans | 5 378 974 $       | 2017           |
| Joueurs coupés     |            |            |            |                        |                   |                |
| Brandon Ashley     | PF         | 21         | 0          | -                      | 50,000 $          | -              |
| Samuel Dalembert   | C          | 30         | 13         | -                      | 947,276 $         | -              |
| Jarrid Famous      | C          | 27         | 0          | -                      | 10,000 $          | -              |
| Gal Mekel          | PG         | 27         | 1          | -                      | 315,759 $         | -              |
| Maurice Ndour      | PF         | 23         | 0          | -                      | 525,094 $         | -              |
| Jamil Wilson       | SF         | 25         | 0          | -                      | 50,000 $          | -              |
|                    |            |            |            |                        |                   |                |
| Total              | Total      | Total      | Total      | Total                  | 71 992 538 $      | Différence     |
| Salary Cap         | Salary Cap | Salary Cap | Salary Cap | Salary Cap             | 70 000 000 $      | - 1 992 538 $  |
| Luxury Tax         | Luxury Tax | Luxury Tax | Luxury Tax | Luxury Tax             | 84 700 000 $      | 12 707 462 $   |

- 2016 = Joueurs qui peuvent quitter le club à la fin de cette saison.

## Transferts

### Échanges
| Juillet        | Juillet                                  | Juillet                                                       | Juillet                |
| -------------- | ---------------------------------------- | ------------------------------------------------------------- | ---------------------- |
| 9 juillet 2015 | Échange à deux équipes                   | Échange à deux équipes                                        | Échange à deux équipes |
| 9 juillet 2015 | Vers Mavericks de Dallas - Zaza Pachulia | Vers Bucks de Milwaukee - Second tour de draft 2018 (protégé) | [ 2 ]                  |

### Joueurs qui re-signent
| Date       | Joueur             | Contrat                           | Référence |
| ---------- | ------------------ | --------------------------------- | --------- |
| 16 juillet | José Juan Barea    | Contrat de 16 000 000 $ sur 4 ans | [ 3 ]     |
| 6 août     | Charlie Villanueva | Contrat de 1 500 000 $ sur 1 an   | [ 4 ]     |

#### Options joueur et équipe
| Date    | Joueur         | Option                                                           |
| ------- | -------------- | ---------------------------------------------------------------- |
| 22 juin | Raymond Felton | Exerce son option joueur de 3 950 000 $ pour la saison 2015-2016 |

### Arrivés

#### Via draft
| Date     | Joueur          | Draft                          | Contrat                                                                         | Provenance               | Référence |
| -------- | --------------- | ------------------------------ | ------------------------------------------------------------------------------- | ------------------------ | --------- |
| 1er août | Justin Anderson | Draft 2015, Tour 1, choix n°21 | Contrat de 2 960 000 $ sur 2 ans (Option d’équipe pour les saisons 2017 à 2019) | Cavaliers de la Virginie | [ 5 ]     |

#### Via agent libre
| Date       | Joueur          | Contrat                                                                    | Provenance                | Référence |
| ---------- | --------------- | -------------------------------------------------------------------------- | ------------------------- | --------- |
| 9 juillet  | Wesley Matthews | Contrat de 70 000 000 $ sur 4 ans                                          | Trail Blazers de Portland | [ 6 ]     |
| 14 juillet | Deron Williams  | Contrat de 11 000 000 $ sur 2 ans (Option joueur pour la saison 2016-2017) | Nets de Brooklyn          | [ 7 ]     |
| 24 juillet | John Jenkins    | Contrat de 3 200 000 $ sur 3 ans                                           | Hawks d'Atlanta           | [ 8 ]     |
| 30 juillet | Salah Mejri     | Contrat de 2 400 000 $ sur 3 ans (Agent libre restreint en 2018)           | Real Madrid (Espagne)     | [ 9 ]     |
| 31 juillet | Jeremy Evans    | Contrat de 2 330 000 $ sur 2 ans                                           | Jazz de l'Utah            | [ 10 ]    |
| 13 août    | JaVale McGee    | Contrat de 1 270 000 $ sur 1 an                                            | 76ers de Philadelphie     | [ 11 ]    |

#### Via Trade
| Date      | Joueur        | Provenance         |
| --------- | ------------- | ------------------ |
| 9 juillet | Zaza Pachulia | Bucks de Milwaukee |

### Départs

#### Via agent libre
| Date       | Joueur            | Contrat                                                                    | Vers ¹                    | Référence |
| ---------- | ----------------- | -------------------------------------------------------------------------- | ------------------------- | --------- |
| 9 juillet  | Al-Farouq Aminu   | Contrat de 30 000 000 $ sur 4 ans                                          | Trail Blazers de Portland | [ 12 ]    |
| 10 juillet | Amar'e Stoudemire | Contrat de 1 500 000 $ sur 1 an                                            | Heat de Miami             | [ 13 ]    |
| 13 juillet | Rajon Rondo       | Contrat de 9 500 000 $ sur 1 an                                            | Kings de Sacramento       | [ 14 ]    |
| 14 juillet | Monta Ellis       | Contrat de 44 000 000 $ sur 4 ans (Option joueur pour la saison 2018-2019) | Pacers de l'Indiana       | [ 15 ]    |
| 5 août     | Richard Jefferson | Contrat de 1 500 000 $ sur 1 an                                            | Cavaliers de Cleveland    | [ 16 ]    |

¹ Il s'agit de l’équipe pour laquelle le joueur a signé après son départ, il a pu entre-temps changer d'équipe ou encore de pays.

#### Via Trade
| Date      | Joueur                               | Vers               |
| --------- | ------------------------------------ | ------------------ |
| 9 juillet | Second tour de draft 2018 (si 56-60) | Bucks de Milwaukee |

#### Via Waived
| Date       | Joueur                                                   | Commentaire                                               |
| ---------- | -------------------------------------------------------- | --------------------------------------------------------- |
| 22 octobre | Jarrid Famous                                            | Non retenu dans l'équipe après les camps d’entraînements  |
| 24 octobre | Brandon Ashley Tu Holloway Jamil Wilson Samuel Dalembert | Non retenus dans l'équipe après les camps d’entraînements |
| 26 octobre | Maurice Ndour                                            | Non retenu dans l'équipe après les camps d’entraînements  |